# پاشلک دم‌باریک
پاشلک دم‌باریک یا پاشلک دم‌سوزنی (نام علمی: Gallinago stenura) نام یک گونه از تیره آبچلیک است.